# 5522 De Rop
5522 De Rop è un asteroide della fascia principale. Scoperto nel 1991, presenta un'orbita caratterizzata da un semiasse maggiore pari a 2,4137330 UA e da un'eccentricità di 0,1858616, inclinata di 1,32732° rispetto all'eclittica.
Dal 4 giugno al 1º settembre 1993, quando 5592 Oshima ricevette la denominazione ufficiale, è stato l'asteroide denominato con il più alto numero ordinale. Prima della sua denominazione, il primato era di 5388 Mottola.
L'asteroide è dedicato all'astronomo belga Willy De Rop.